# Delia Popescu
Delia Popescu (ur. 22 listopada 1978 w Bukareszcie) – rumuńska urzędniczka państwowa, w latach 2016–2017 minister ds. społeczeństwa informacyjnego.

## Życiorys
W 2011 ukończyła studia na wydziale turystyki i zarządzania handlem Universitatea Creștină „Dimitrie Cantemir” w Bukareszcie. Uzyskała także licencjat w zakresie marketingu oraz kształciła się na kursie z dyplomacji i bezpieczeństwa w Institutul Diplomatic Român. Pracowała w agencjach zajmujących się informatyzacją m.in. sektora transportowego, gdzie doszła do stanowiska kierownika działu. W latach 2009–2014 była wiceprezesem Centrul Naţional de Management pentru Societatea Informaţională (CNMSI), a od 2014 prezesem Agenţia pentru Agenda Digitală a României (agend rządowych zajmujących się digitalizacją i rozwojem społeczeństwa informacyjnego).
W sierpniu 2016 objęła stanowisko ministra ds. społeczeństwa informacyjnego w rządzie Daciana Cioloșa. Zakończyła pełnienie tej funkcji wraz z całym gabinetem w styczniu 2017. Została prezesem organizacji pozarządowej Asociația „Salvați flora și fauna Deltei Dunării”